# Vivianne Pasmanter
Vivianne Pasmanter (São Paulo, 24 de maio de 1971) é uma atriz brasileira, vencedora do prêmio de Melhor Atriz pelo Festival de Gramado, ela também recebeu indicações para um Prêmio Bibi Ferreira e três Prêmios Contigo. Prolífica na televisão desde o início da década de 1990, ela é particularmente conhecida pela versatilidade de seus retratos de mulheres emocionalmente complexas.
Pasmanter iniciou sua carreia nos anos 1980 realizando comerciais para a televisão. Sua estreia como atriz de fato ocorreu em 1990 em uma participação especial em um episódio da série Rá-Tim-Bum, da TV Cultura. Mas, foi no ano seguinte, em 1991, que ela teve destaque ao interpretar ao interpretar a psicopata Débora, a grande vilã de Felicidade, novela da TV Globo. Desde então, ela passou a ser uma das atrizes mais requisitadas da teledramaturgia nacional. Em 1993 atuou como a rebelde Malu na novela Mulheres de Areia. Ainda nos anos 1990, recebeu elogios por suas atuações como a estudante de direito Irene de A Próxima Vítima (1995), a sem teto Lavínia em Anjo de Mim (1996), a grande vilã Laura de Por Amor (1997) e a ambiciosa Bete de Andando nas Nuvens (1999).
Em 2000, estreou como protagonista na novela Uga Uga, onde deu vida à mecânica Maria João, recebendo muito elogios pela construção de sua personagem. Em 2003 atuou como protagonista com filme Viva Voz. Após um tempo afastada da televisão, voltou a atuar na novela Páginas da Vida (2006), como a fotógrafa Isabel, trabalho esse que lhe rendeu uma indicação de Melhor Atriz Coadjuvante no Prêmio Contigo! de TV. Em 2009 protagonizou o filme Quase um Tango, onde interpretou quatro personagens diferentes, mostrando a versatilidade de sua atuação. Ela foi bastante elogiada pela crítica e venceu o o prêmio de Melhor Atriz no Festival de Gramado, o maior festival de cinema do Brasil.
Vivianne recebeu o prêmio de Melhor Atriz no Los Angeles Brazilian Film Festival por sua atuação como a dona de casa Maria no filme Meninos de Kichute, em 2013. Ela voltou a ter notoriedade na televisão como a vilã cômica Shirley na novela Em Família (2014), pela qual ela foi indicada ao Prêmio Quem de Melhor Atriz Coadjuvante. Em 2015 ela interpretou a empresária Lili em Totalmente Demais, recebendo muitos elogios pelo seu retrato de uma mãe que lida com a dor da perda de uma filha. Em 2017 ela foi aclamada pelo papel de Germana na novela Novo Mundo (2017), personagem que ganhou muita repercussão entre o público. Devido ao sucesso, reprisou a personagem na novela Nos Tempos do Imperador, em 2021.

## Carreira

### Início: trabalhos na televisão e parceria com Manoel Carlos
Iniciou a carreira nos anos 80 fazendo comerciais, como o das calças jeans Staroup. Um de seus primeiros trabalhos como atriz foi uma participação no papel de uma fada, em um dos episódios do quadro "Senta que lá vem história...", do programa Rá-Tim-Bum da TV Cultura, no ano de 1990, mas sua primeira grande oportunidade na carreira ocorreu mesmo em 1991, quando se mudou para a cidade do Rio de Janeiro, a fim de desempenhar seu primeiro trabalho em novela, a diabólica vilã Débora de Felicidade, trama escrita por Manoel Carlos, um papel denso e de destaque. Ainda com o mesmo autor faria muitos outros trabalhos marcantes, como a inesquecível e grande vilã Laura de Por Amor (1997), um dos papéis de maior projeção em sua carreira; a romântica fotógrafa Isabel de Páginas da Vida (2006); e mais recentemente a espirituosa Shirley de Em Família (2014), cujo desempenho foi considerado um dos maiores acertos da trama.

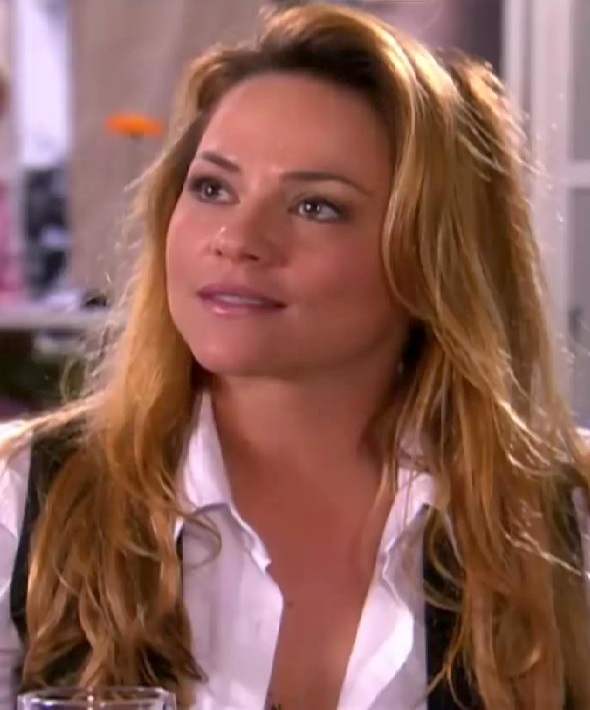
Pasmanter durante cena da novela Páginas da Vida (2006)

Além da parceria profissional, Vivianne e Manoel Carlos tornaram-se amigos muito próximos, não foi a toa que o autor a convidou para ser madrinha de nascimento do seu filho caçula Pedro, que vinha ao mundo quando ela estreava na TV Globo.  Maneco declarou diversas vezes ao público o carinho pela atriz que descobriu: "Quando penso em Vivianne penso em conflito, é uma grande antagonista, por mim ela estaria em todas as minhas novelas!", "Desde o início sabia que ela seria uma estrela". O autor já confessou que as vilãs de Vivianne são as suas favoritas.
Além dos trabalhos com Manoel Carlos, em sua carreira coleciona atuações de destaque em importantes telenovelas de diversos autores, como a rebelde Malu de Mulheres de Areia, (1993), a "ovelha negra da família", no remake da trama clássica de Ivani Ribeiro, teve também a estudante de direito metida a detetive Irene Ribeiro de A Próxima Vítima, novela escrita por Silvio de Abreu em 1995. Já 1996 a trouxe como a sem teto Lavínia de Anjo de Mim, novela escrita por Walther Negrão, cuja personagem fez sucesso entre as crianças. Em 1999, viveu Bete, a loira ambiciosa de Andando nas Nuvens trama de Euclydes Marinho, que transformou Vivianne na nova sex simbol do Brasil, devido ao impecável visual da personagem, rótulo que ela quebrou em 2000 no trabalho posterior como Maria João, que apesar de ser a mocinha da história, era uma mecânica desleixada, sonhadora e traumatizada em Uga Uga de Carlos Lombardi. Em 2010 ela viveu Regeane Cordeiro, perua de Tempos Modernos, novela de estreia de Bosco Brasil; em 2014 viveu a vilã Shirley em Em Família, marcando mais uma parceria com Manoel Carlos, sendo essa a última novela das 21h do autor e a atriz mais uma vez marcando presença como a vilã principal. Shirley tinha um tom cômico, o que não a descaracterizava como a grande vilã da trama; e entre 2015 e 2016, a sofrida Liliane Bocaiuva Monteiro, no fenômeno de audiência Totalmente Demais, novela de Rosane Svartman e Paulo Halm.
Em 2017, encarnou a impagável Germana Ferreira de Novo Mundo, novela de estreia de Thereza Falcão e Alessandro Marson, cuja transformação numa mulher feia deixou a atriz irreconhecível. Sua atuação foi tão elogiada que a personagem acabou por roubar a cena, e juntamente com Ingrid Guimarães e Letícia Colin, foram consideradas os grandes destaques femininos da novela.

### Teatro, cinema e carreira internacional
“Sobre seus 25 anos de carreira feitos em 2016, Vivianne fez um balanço: "- Tive a oportunidade de fazer personagens muito diferentes, singulares e marcantes. Essa diversidade me desafiou e me estimulou como atriz, mas também trouxe muito aprendizado pessoal. Não se passa impune por um personagem".”

— Vivianne Pasmanter, site Gshow em 24/05/2016
Além das tramas brasileiras, Vivianne aventurou-se na carreira internacional com a novela Alén, luz de luna, gravada na Argentina em 1996. Ela ganhou o papel por dominar muito bem o idioma castelhano, mas apesar de ter amado a experiência e ter comprado lá sua cachorra labradora Aylin, que atuaria com ela anos mais tarde em Páginas da Vida, precisou abandonar a novela por falta de pagamento, obtendo mais tarde o ressarcimento do prejuízo num processo judicial contra os produtores da trama.[carece de fontes?]
Sua carreira também se destaca no teatro, onde já viveu papéis muito diferentes, a exemplo da cafetina Madame Clessi, na peça teatral Vestido de Noiva, clássico de Nelson Rodrigues em montagem dirigida com êxito no Rio de Janeiro por Caco Coelho em 2012, ano que se comemorou o centenário do autor. E teve também a índia Domingas, personagem completamente avessa as suas feições, que viveu em 2008 no espetáculo Dois Irmãos dirigido por Roberto Lage. A atuação foi muito elogiada inclusive por Miltom Hatoum, autor do romance que inspirou a peça. Em 2018 retorna aos palcos na pele de Hannah, judia ortodoxa que rompe o casamento de maneira traumática com o marido que abandona os dogmas religiosos em Amor Profano (Hard Love), texto do israelense Motti Lerner.
No cinema, sua diversidade como intérprete foi marcada principalmente no filme Quase um Tango, onde viveu quatro personagens, produção lhe rendeu o prêmio Kikito de melhor atriz no Festival de Cinema de Gramado em 2009. Outro trabalho premiado foi a dona de casa Maria de Meninos de Kichute, longa que lhe rendeu o troféu de melhor atriz no Los Angeles Brazilian Film Festival em 2013. A carreira de Vivianne na sétima arte percorre caminhos opostos aos da televisão, se na TV ela é lembrada geralmente por mulheres densas, no cinema ela vem se destacando pela leveza em comédias, a exemplo de filmes como Se eu Fosse Você 2. Outro projeto que vale destacar é o filme Rosa Morena de 2010, uma produção Brasil/Dinamarca em que ela atua falando em inglês e português.
Uma curiosidade sobre o trabalho da atriz são suas famosas planilhas de análise de seus personagens, onde tudo é organizado desde sua primeira novela, itens como número da cena, atores envolvidos, intenções de fala, quem dirigiu entre outros, complementam não só um estudo profundo, como um arquivo onde ela consegue acessar tudo que já fez rapidamente folheando seus cadernos, sendo um para cada trabalho, e 15 cenas por página.

## Vida pessoal
De ascendência judaica, espanhola, italiana e argentina, Vivianne é filha dos imigrantes argentinos Ricardo Pasmanter, engenheiro civil, e Berta Pasmanter, artista plástica, que se mudaram para o Brasil em busca de melhores oportunidades profissionais, fixando residência na capital paulista. Seu pai faleceu quando Vivianne tinha quinze anos, o que a marcou profundamente. Em entrevistas revelou que, por conta dessa perda, entrou em depressão, e passou a fumar cigarros para lidar com a tristeza causada pela situação, o que gerou um quadro de ansiedade, só conseguindo largar o vício em 2009, após vinte e três anos sendo tabagista, só tendo conseguido parar com tratamento psicoterápico, exercícios físicos, e utilizando antidepressivos e ansiolíticos.
A artista é trilíngue, e além de falar português, sua língua materna, é fluente em inglês e espanhol.
Seu primeiro contato com o teatro foi ainda na infância, na Escola Hebraica de Teatro, em São Paulo. Dentro de sua formação estão a Escola de Artes Dramáticas da Universidade de São Paulo (EAD - USP), com cursos ministrados por Antunes Filho e Miriam Mehler, dentre outros.
Tímida, seus amigos de colégio se surpreenderam quando ela estreou como atriz, e ainda assim apostavam, baseados no seu jeito, que ela só faria papéis de boa moça, o que logo caiu por terra desde a primeira novela. Sobre ter timidez e ser atriz, Vivianne afirmou: "- Eu me escondo nos meus personagens, não me exponho neles". Reservada, apareceu em poucas capas de revista, entrevistas e fotos, e sua personalidade é completamente avessa a badalações.
Engajada nas causas sociais, Vivianne é ativa em movimentos contra o câncer, a favor da igualdade de gênero, campanhas de doação de sangue e agasalho, dentre outras.
A atriz morou junto com o diretor Ignácio Coqueiro de 1991 a 1994, e com o roteirista Vinícius Vianna, de 1997 a 1999. Sua terceira união conjugal aconteceu em 2001, com o empresário Gilberto Zaborowsky, com quem namorava desde 2000. Em sua primeira gestação, poucos meses após irem morar juntos, sofreu um aborto espontâneo aos três meses, o que a deixou muito deprimida. Após tratamento hormonal, deu à luz Eduardo Pasmanter Zaborowski, seu primogênito, nascido em 5 de dezembro de 2002, numa gravidez acompanhada de tensão, porém satisfatória. Lara Pasmanter Zaborowski, sua segunda filha, nascida em 2005, não foi planejada: quando ela pensava em voltar ao trabalho em televisão, descobriu-se grávida. Seus dois filhos nasceram de parto cesariana, em São Paulo. Durante cinco anos curtiu a vida em família, voltando ao trabalho em teatro e cinema com a peça Tartufo e o filme Viva Voz. Ficou casada com Gilberto durante sete anos, separando-se em 2008.

## Filmografia

### Televisão
| Ano  | Título                   | Personagem                          | Nota                                                    |
| ---- | ------------------------ | ----------------------------------- | ------------------------------------------------------- |
| 1990 | Rá-Tim-Bum               | Fada Madrinha                       | Episódio: "Cinderela"                                   |
| 1991 | Felicidade               | Débora Meirelles                    |                                                         |
| 1993 | Mulheres de Areia        | Maria Lúcia Assunção (Malu)         |                                                         |
| 1994 | Educação para o Trânsito | Várias personagens                  |                                                         |
| 1994 | Você Decide              | Heloísa                             | Episódio: "Passarinhos e Gaviões"                       |
| 1994 | Carolina                 | Episódio: "Amor e morte"            |                                                         |
| 1995 | A Próxima Vítima         | Irene Braga Ribeiro                 |                                                         |
| 1996 | Alén, Luz de Luna        | Vera Hardoy                         |                                                         |
| 1996 | Anjo de Mim              | Lavínia Vaz / Valentina             |                                                         |
| 1997 | Por Amor                 | Laura Saboya Trajano                |                                                         |
| 1998 | Você Decide              | Veridiana                           | Episódio: "Sexo Falado, é Sexo?"                        |
| 1999 | O Belo e as Feras        | Teca                                | Episódio: "Mulher de Amigo Meu pra Mim é Ótimo!"        |
| 1999 | Andando nas Nuvens       | Elisabete Montana Rocha (Bete)      |                                                         |
| 2000 | Uga Uga                  | Maria João Portella                 |                                                         |
| 2003 | Kubanacan                | Lorena Velásquez                    | Episódios: "29 de dezembro–23 de janeiro"               |
| 2006 | Páginas da Vida          | Isabel Fernandes                    |                                                         |
| 2008 | Você Está Aqui           | Fabiana                             | Episódio: "15 Minutos"                                  |
| 2008 | Você Está Aqui           | Beth                                | Episódio: "Agora Você Tem Duas Opções"                  |
| 2008 | Casos e Acasos           | Suzana                              | Episódio: "O Colchão, a Mala e a Balada"                |
| 2008 | Guerra e Paz             | Drª. Silvia                         | Episódio: "Maníacos & Depressivos"                      |
| 2009 | Tudo Novo de Novo        | Karen Vilela                        | Episódio: "Toma Que o Filho é Meu" Episódio: "Vende-se" |
| 2010 | Tempos Modernos          | Regeane Cordeiro                    |                                                         |
| 2012 | As Brasileiras           | Maria Eduarda Stein                 | Episódio: "A Venenosa de Sampa"                         |
| 2014 | Em Família               | Shirley Soares Esteves              |                                                         |
| 2015 | As Canalhas              | Lilian                              | Episódio: "Lilian"                                      |
| 2015 | Totalmente Demais        | Liliane de Bocaiuva Monteiro (Lili) |                                                         |
| 2017 | Dois Irmãos              | Irmã Damasceno                      | Episódio: "9 de janeiro"                                |
| 2017 | Novo Mundo               | Germana Ferreira                    |                                                         |
| 2021 | Nos Tempos do Imperador  | Germana Ferreira                    | Episódios: "9 de agosto–18 de setembro"                 |
| 2024 | Tributo                  | Ela mesma                           | Episódio: "Manoel Carlos"                               |

### Cinema
| Ano  | Título                  | Personagem                                    | Notas          |
| ---- | ----------------------- | --------------------------------------------- | -------------- |
| 1991 | Estação Aurora          | Clara                                         | Curta-metragem |
| 1998 | Contos de Lygia e Morte | Vânia                                         |                |
| 2000 | Deus Jr.                |                                               |                |
| 2003 | Viva Voz                | Mari                                          |                |
| 2009 | Se eu Fosse Você 2      | Carla Bond                                    |                |
| 2009 | Vento                   | Imaculada                                     | Curta-metragem |
| 2009 | Meninos de Kichute      | Dona Maria                                    |                |
| 2009 | Quase um Tango          | Marialva, Roseli, Letícia, Moça do calendário |                |
| 2010 | Rosa Morena             | Tereza                                        |                |
| 2012 | Tanta                   | Lygia                                         |                |
| 2012 | Totalmente Inocentes    | Delegada Carina                               |                |
| 2014 | Jogo da Memória         |                                               |                |
| 2015 | Linda de Morrer         | Josilene dos Santos (Jô)                      |                |
| 2016 | Malícia                 | Clara Leão                                    |                |

## Teatro
| Ano     | Título                        | Papel         |
| ------- | ----------------------------- | ------------- |
| 1994    | Para Tão Longo Amor           | Raquel        |
| 1995    | Alô Madame                    |               |
| 2003    | Tartufo                       | Elmira        |
| 2008    | Dois Irmãos                   | Domingas      |
| 2009    | Um Dia Quase Igual aos Outros |               |
| 2009    | Dois por um Bordeaux          | Amanda        |
| 2012    | Vestido de Noiva              | Madame Clessi |
| 2018–19 | Amor Profano                  | Hannah        |

## Prêmios e indicações
| Ano  | Associações                         | Categoria                                          | Nomeações          | Resultado |
| ---- | ----------------------------------- | -------------------------------------------------- | ------------------ | --------- |
| 2007 | Prêmio Contigo! de TV               | Melhor Atriz Coadjuvante                           | Páginas da Vida    | Indicada  |
| 2007 | Prêmio Contigo! de TV               | Melhor Par Romântico (com Caco Ciocler)            | Páginas da Vida    | Indicada  |
| 2009 | Festival de Cinema de Gramado       | Melhor Atriz                                       | Quase um Tango     | Venceu    |
| 2013 | Los Angeles Brazilian Film Festival | Melhor Atriz                                       | Meninos de Kichute | Venceu    |
| 2014 | Prêmio Quem de Televisão            | Melhor Atriz Coadjuvante                           | Em Família         | Indicada  |
| 2014 | Prêmio Contigo! de TV               | Melhor Atriz de Novela                             | Em Família         | Indicada  |
| 2017 | Troféu Internet                     | Melhor Atriz                                       | Totalmente Demais  | Indicada  |
| 2017 | Prêmio Contigo! Online              | Melhor Atriz Coadjuvante                           | Novo Mundo         | Indicada  |
| 2017 | Troféu UOL TV e Famosos             | Melhor Atriz                                       | Novo Mundo         | Indicada  |
| 2017 | Melhores do Ano NaTelinha           | Melhor Atriz                                       | Novo Mundo         | Indicada  |
| 2017 | Melhores do Ano Minha Novela        | Melhor Atriz Coadjuvante                           | Novo Mundo         | Indicada  |
| 2017 | Troféu Vídeo Show                   | "Risada mais Bizarra" (com Guilherme Piva)         | Novo Mundo         | Venceu    |
| 2017 | Troféu Vídeo Show                   | "Personagem mais Cara de Pau" (com Guilherme Piva) | Novo Mundo         | Venceu    |
| 2017 | Troféu Vídeo Show                   | "A Maior Lambança Culinária" (com Guilherme Piva)  | Novo Mundo         | Venceu    |
| 2018 | Troféu Internet                     | Melhor Atriz                                       | Novo Mundo         | Indicada  |
| 2019 | Prêmio Bibi Ferreira                | Melhor Atriz em Peça de Teatro                     | Amor Profano       | Indicada  |